# 安东尼·埃尔南德斯
安东尼·埃尔南德斯（西班牙語：Anthony Hernández，2001年10月11日—），哥斯达黎加男子足球运动员。他曾代表哥斯达黎加国家队参加2022年国际足联世界杯，结果队伍止步小组赛阶段。